# Actio rei uxoriae
Die Klage auf Herausgabe der Mitgift (lat. actio rei uxoriae) im römischen Recht hatte drei Voraussetzungen: Eine gültig geschlossene Ehe, eine tatsächlich gegebene Mitgift und eine tatsächliche Beendigung der Ehe. Bei der Verurteilung hatte der jeweilige Richter aber stets die aequius melius zu beachten, also die Billigkeit, die ihn dazu veranlasste, den Mann durch die Herausgabe nicht in den Ruin zu treiben oder ihm die mögliche Dreijahresratenzahlung zu erlauben. Meist wurde auch nur in den Geldwert verurteilt, um dem Mann, also dem Schuldner, die Dritteinstandsmöglichkeit zu belassen. 
Die Klage auf Herausgabe der Mitgift ging ins Leere, wenn die Frau einen Ehebruch begangen hatte. In der kaiserlichen Zeit wurde dies jedoch abgemildert, indem die Mitgift nur reduziert wurde. 
Die Herausgabe der Mitgift war für die Frau eine wichtige Angelegenheit, denn nur mit einer entsprechenden Mitgift konnte sie sich wieder verheiraten.
Berühmt wurde die Klage im Prozess der leichtlebigen Fannia, die Ehebruch beging. Ihr Mann Gaius Titinius verweigerte daraufhin die Herausgabe der Mitgift, der Richter, der damalige Konsul Gaius Marius, verurteilte Fannia zu einem Sesterz wegen Ehebruchs, den Mann jedoch auf die Herausgabe der vollen Mitgift, denn er habe vor Eheschließung gewusst, auf was für eine Frau er sich da einlasse. Dem trägt auch der heutige § 1314 BGB Rechnung.